# Doolin
Doolin (in irlandese: Dúlainn ) è un villaggio costiero sull'Atlantico del Clare, nell'Irlanda occidentale. Nonostante le sue esigue dimensioni, comunque in crescita netta, è una popolare destinazione turistica.

## Posizione
Doolin è situata sulla costa scoglierosa del Clare occidentale, a pochi passi dal Burren e vicino alla località termale di Lisdoonvarna.

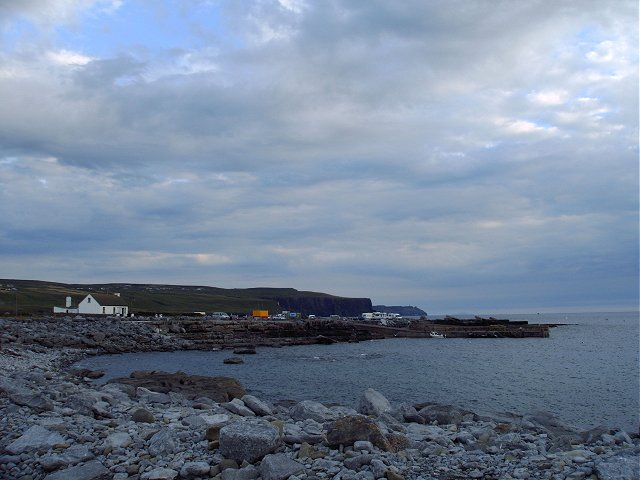
Il porto di Doolin con sullo sfondo le Scogliere di Moher

Ma soprattutto è una tappa quasi obbligata di passaggio per chi si reca alle famosissime Scogliere di Moher, che cominciano ad ergersi subito dopo il piccolo abitato e sono interamente e chiaramente visibili dal porto di Doolin.
Il piccolo villaggio è anche a brevissima distanza dalle altrettanto famose Isole Aran, visibili ad occhio nudo perfettamente in giornate chiare, tanto che è uno dei tre porti che offre traghetti per le isole Aran (Galway e Rossaveal nella parte nord-occidentale della Baia di Galway sono gli altri due).
Il fiume Aille scorre dalle colline del Burren attraverso Doolin entrando in mare proprio davanti Fisher Street.

## Monumenti e luoghi d'interesse
Il villaggio in sé non vanta monumenti particolari, essendo stato fino a poco tempo fa un tipico villaggio di pescatori.
Rimangono interessanti le varie abitazioni coloratissime, divisi in due autentici blocchi diversi, Roadford nella parte più interna, e Fisherstreet situata dopo il ponte ed adiacente al porto ed al mare. Meritano menzione sicuramente anche i tre caratteristici e antichi pub sempre molto affollati di turisti e frequentati da gruppi di musica tradizionale irlandese per le loro live session.

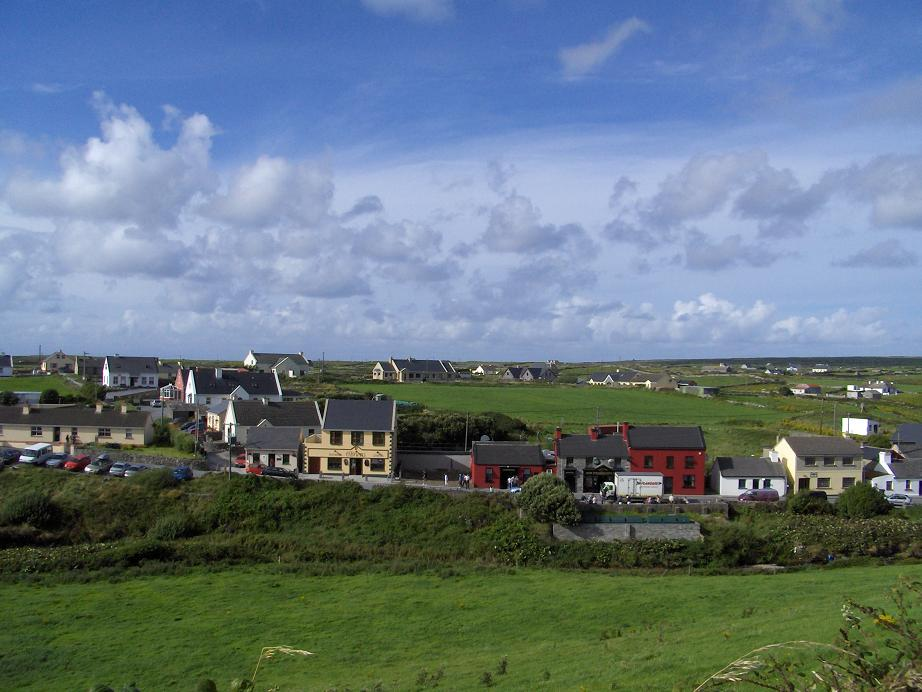
Fisherstreet
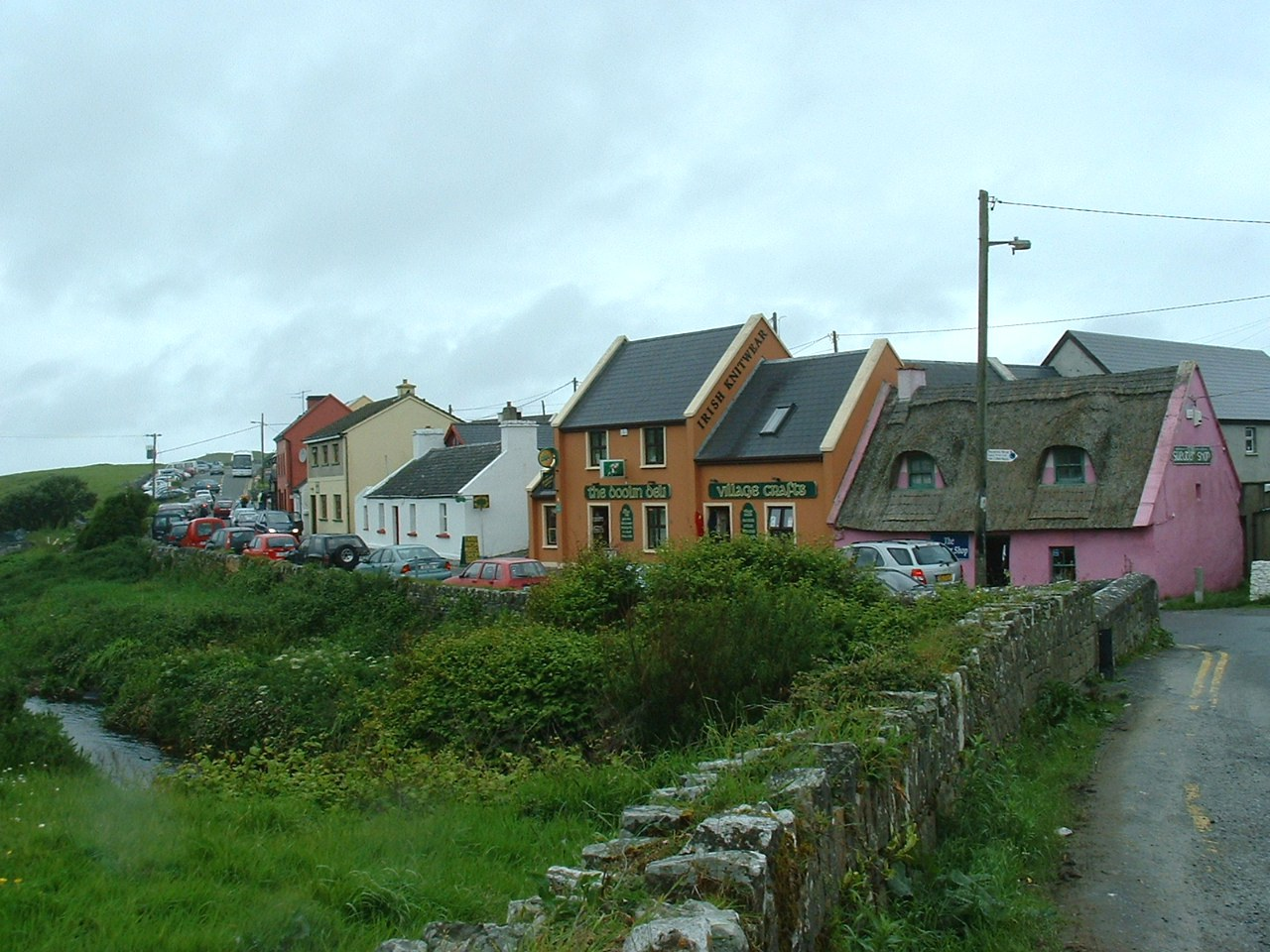
Fisherstreet
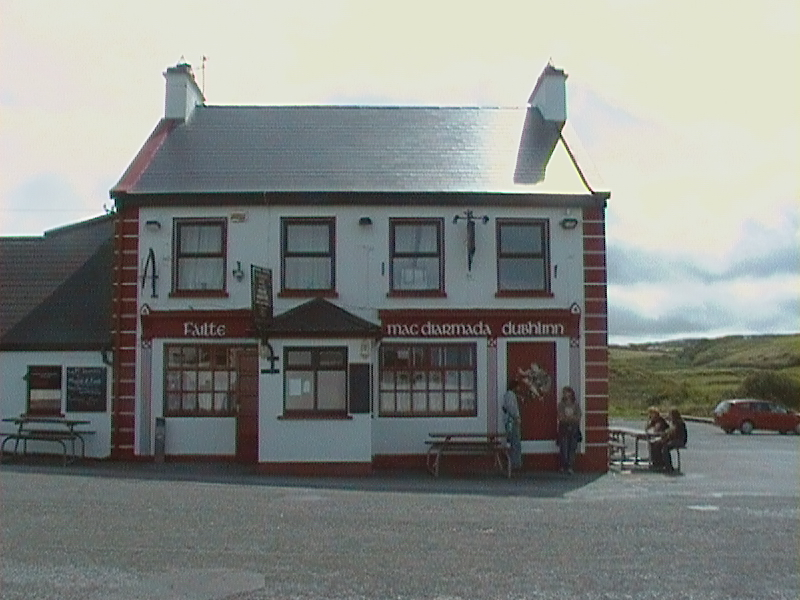
Roadford, uno dei tre pub

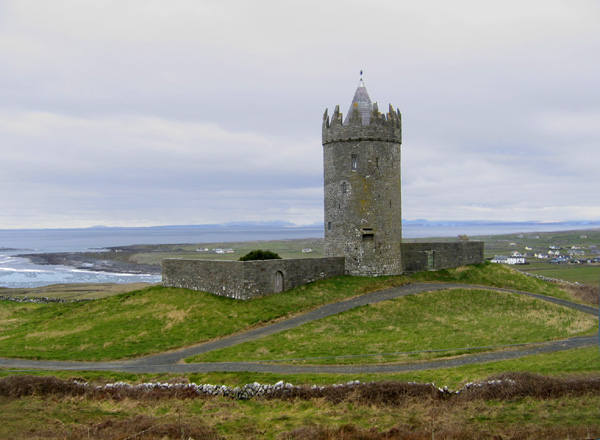
Castello di Doonagore

Fuori Doolin invece sono presenti siti di interesse di varia natura, geologica ed archeologica. Il Castello di Doonagore, ad esempio, è un piccolo maniero situato su una collina sovrastante il villaggio. I resti della struttura sono ben conservati anche se non eccezionali, consistendo in una piccola torre con tetto spiovente e ciò che rimane di un muro di cinta, ma la sua particolare posizione rende il castello molto interessante e, oltre ai meravigliosi paesaggi che mostra sul mare, assume un'aria spettrale durante il maltempo o la nebbia.
Anche il Castello di Ballinalacken è situato a breve distanza da Doolin.

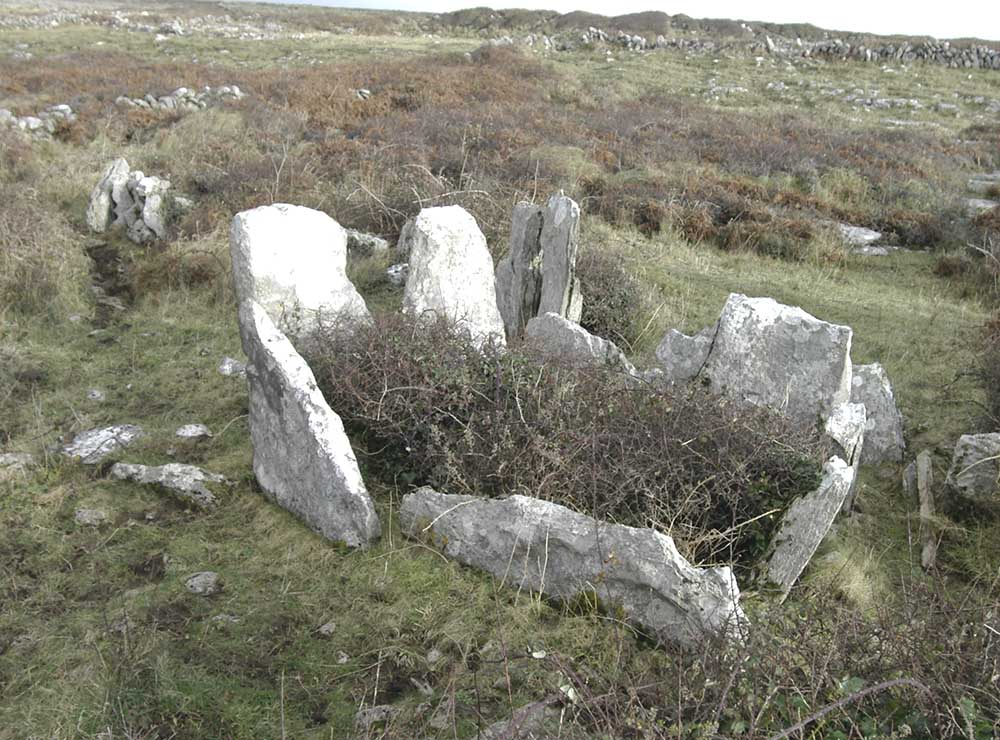
Un cairn preistorico

Numerosi sono anche i reperti archeologici preistorici, come varie fortificazioni in pietra o tombe, comuni a dire il vero anche alla vicinissima regione del Burren. Anche sulla vicina Crab Island è situato un forte, ma del XIX secolo.
A livello geologico, invece, destano molto interesse le Doolin Caves ("Caverne di Doolin"), aperte nel 2006 e visibili per intero, che presentano vari ambienti molto suggestivi ed ospitano una stalattite particolare che gli organizzatori dei tour all'interno definiscono come la più grande dell'emisfero boreale.

## Cultura
Doolin è ben conosciuto come posto per la musica tradizionale irlandese, suonata spesso nelle sere nei tre pub presenti nell'abitato: inutile dire che per questo fatto, Doolin è sempre affollata di turisti, specialmente stranieri. Non è forse soltanto un modo di dire che a Doolin viene suonata la migliore musica folk d'Irlanda.

## Trasporti ed economia

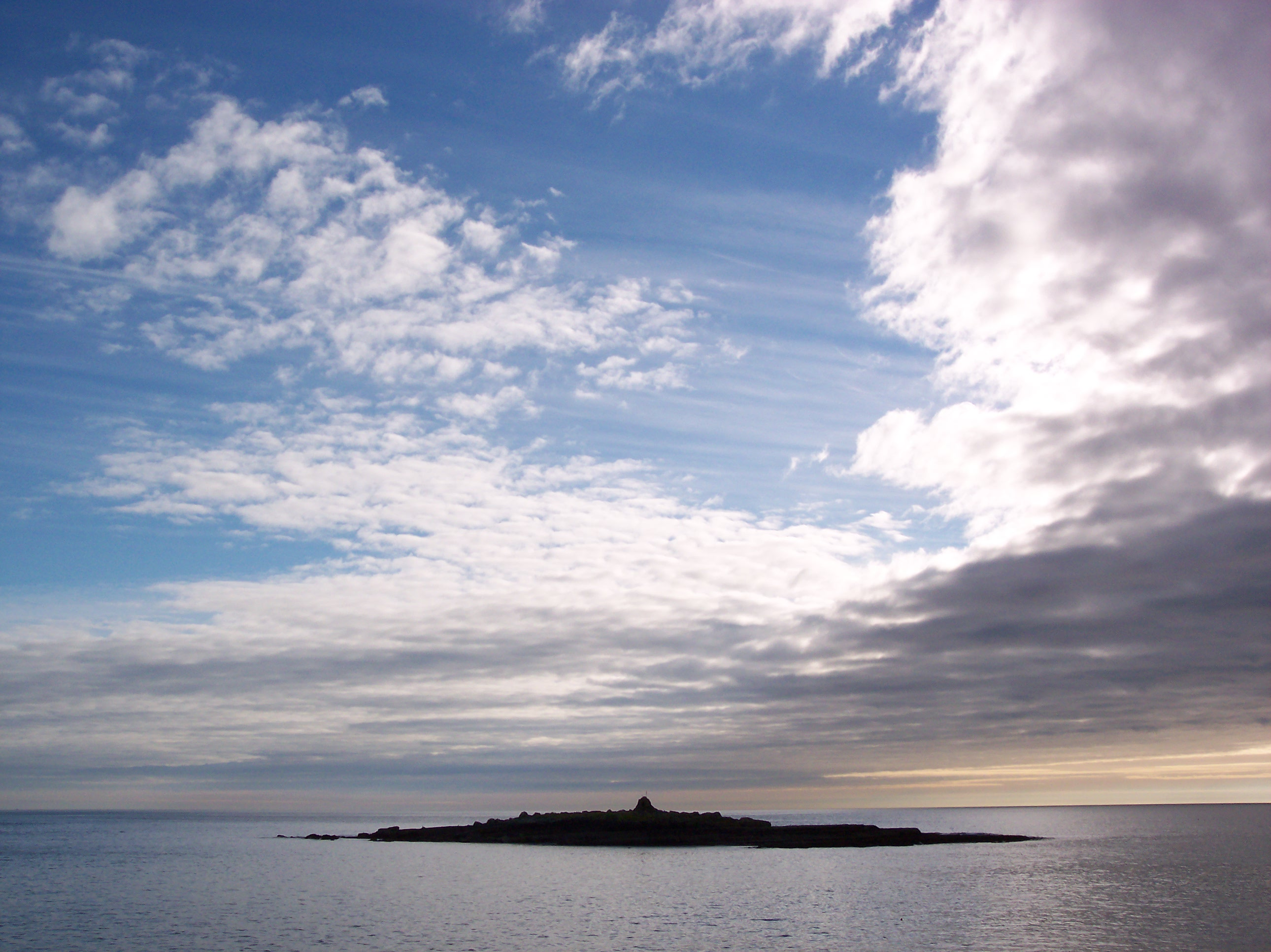
Uno dei consueti tramonti dal porto di Doolin con il piccolo isolotto di Crab Island

Doolin è di strada sulla tratta di pullman Limerick/Ennis, che si ferma sia alle scogliere che in paese nel suo tragitto per Galway. Il piccolo porto collega invece il villaggio alla più piccola delle Aran, Inis Oírr.
Economicamente il villaggio si è sostentato per secoli con la pesca. La brulla conformazione del territorio, specialmente nelle zone calcaree del Burren, poco permette la coltivazione di alcunché, mentre l'allevamento bovino e ovino viene praticato tutt'oggi, seppur con qualche difficoltà, dalle popolazioni dove sono riuscite a trasformare il tavolato calcareo in prato (operazione analoga hanno fatto col tempo gli abitanti delle Aran).
Oggigiorno l'attività prevalente è quella turistica e, di riflesso connesse a quest'ultima, quella navale e immobiliare. I traghetti che si recano ad Inis Oírr sono, specie in alta stagione, molto affollati mentre lo spuntare di tenute, campeggi e nuove case sembra inarrestabile: in anni recenti (specialmente nel periodo 2000-4), Doolin ha infatti visto un lento incremento edilizio, specialmente di case destinate alla vacanza, che sono apparse intorno al villaggio. I risultanti lavori di costruzione, a parere di molte persone, hanno distrutto la calma rurale del villaggio.
Le poche infrastrutture presenti sono, per quel che riguarda Roadford, due pub, un ristorante, un caffè, alcuni ostelli, dei B&B e un campeggio, mentre passando a Fisher Street, il Pub O'Connor's, un ostello, negozi, ristoranti, takeaway ed altri bed and breakfast.